# モニク・アース
モニク・アース（Monique Haas, 1909年10月20日 - 1987年6月9日）はフランスのピアニスト。夫はルーマニア出身の作曲家・マルセル・ミハロヴィチ。

## 経歴
生粋のパリジェンヌで、パリ音楽院でジョゼフ・モルパンとラザール・レヴィに師事し、1927年に首席となる。ルドルフ・ゼルキンやロベール・カサドシュの許でも研鑽を積んだ。世界中で演奏活動を続け、とりわけドビュッシー以降の20世紀音楽の演奏で名声を得た。また、アレクサンドル・チェレプニンのピアノ作品集なども残した。

## レパートリー
アースは、第一次世界大戦後に教育を受けたフランス人ピアニストの多くと同じく、ロマン派の作曲家を避けたレパートリーと、フランス音楽の意味深い演奏が特徴的である。フランソワ・クープランやジャン＝フィリップ・ラモーの楽曲が、ハイドンやモーツァルトの作品と並んで、定期的にプログラムを飾った。半面、ロベルト・シューマンの作品やフレデリック・ショパンの練習曲も例外的にレパートリーに取り入れていた。
とはいえモニク・アースの名は、近代フランス音楽の弾き手として最も記憶されている。《12の練習曲》や、《前奏曲集》を含むドビュッシー作品の録音は、グランプリ・デュ・ディスク賞を受賞している。ラヴェル作品では、ピアノ独奏曲だけでなく、2つのピアノ協奏曲を録音しており、特に《ピアノ協奏曲ト長調》は2度録音している。
バルトーク・ベーラの作品の解釈でも著名であり、1日違いでバルトークの《ピアノ協奏曲第3番》の世界初演の栄誉を逸した（世界初演のピアニストはシャーンドル・ジェルジである）。フランス人以外の作曲家で、アースの関心を惹いたもう一人は、パウル・ヒンデミットであった。アースはヒンデミットのピアノと弦楽のための組曲《四つの気質》の意義深い録音を遺している。

## 演奏様式
アースと同世代のフランス人ピアニストは、マルグリット・ロンに関連した演奏様式（流麗な演奏技巧や堅く鋭い音色）から離れつつあった。アースの場合は、古いフランス・ピアノ楽派の明晰さや正確さと、コルトーの影響力を物語る暖かな音色とを両立させている。
アースの情緒に溺れない解釈は、とりわけドビュッシーやラヴェルにおいて、作品の多様な解釈を表し、現代的な要素と、クープランら18世紀クラヴサニストの伝統の後継者という要素とを打ち出している。
ラヴェルの《ピアノ協奏曲ト長調》の2つの録音において、アースは魅力的な違いを示している。1948年に作られた古い録音では、ジャズや20世紀の音楽との結びつきが重んじられているのに対し、1965年に作成された録音では、ラヴェルが作曲時に打ち明けたところの「モーツァルト的」な性格が映し出されている。